# Kraftwerk Masinga
Das Kraftwerk Masinga (englisch Masinga power station) ist ein Wasserkraftwerk auf der Grenze zwischen den Countys Embu und Machakos in Kenia. Es ist am längsten Fluss Kenias, dem Tana, gelegen.
Mit dem Bau des Kraftwerks wurde im Jahre 1978 begonnen. Das Kraftwerk wurde 1981 in Betrieb genommen. Es ist im Besitz der Tana and Athi Rivers Development Authority (TARDA), wird aber von der Kenya Electricity Generating Company (KenGen) betrieben.

## Absperrbauwerk
Das Absperrbauwerk besteht aus einem Staudamm mit einer Höhe von 60 m. Die Länge der Dammkrone beträgt 2.200 m. Das Volumen des Bauwerks umfasst 4,95 Mio. m³. Der Staudamm verfügt sowohl über einen Grundablass als auch über eine Hochwasserentlastung.

## Stausee
Bei Vollstau (maximal 1.056,5 m bei Hochwasser) erstreckt sich der Stausee über eine Fläche von rund 120 km² (bei einer Längenausdehnung von 45 km) und fasst 1,56 Mrd. m³ Wasser. Das minimale Stauziel, bei dem die Maschinen noch betrieben werden können, liegt eigentlich bei 1.037 m. Am 26. Juni 2009 wurden die Maschinen abgeschaltet, nachdem das Stauziel auf 1.035,5 m gefallen war. Das Kraftwerk erzeugte zu diesem Zeitpunkt noch 14 MW.
Der Stausee spielt aufgrund seiner Größe eine wesentliche Rolle für die Regulierung des Wasserflusses der flussabwärts gelegenen Kraftwerke.

## Kraftwerk
Das Kraftwerk Masinga ist mit einer installierten Leistung von 40 MW eines der kleineren Wasserkraftwerke in Kenia. Die durchschnittliche Jahreserzeugung schwankt mit der Wasserführung des Tana: sie lag im Jahre 2008 bei 128 Mio. kWh und im Jahre 2007 bei 232 Mio. kWh.
Die beiden Maschinen des Kraftwerks wurden im Dezember 1981 in Betrieb genommen. Die Kaplan-Turbinen wurden von Escher Wyss geliefert, die Generatoren von ABB.
Die maximale Fallhöhe beträgt 49 m. Der maximale Durchfluss liegt bei 45,9 (bzw. 45) m³/s je Turbine.

## Sonstiges
Die Gesamtkosten für das Kraftwerk beliefen sich auf 172 Mio. USD.
Das Kraftwerk ist Teil einer Kette von fünf Wasserkraftwerken am Tana – Masinga, Kamburu, Gitaru, Kindaruma und Kiambere – die zusammen eine installierte Leistung von 567 MW haben. In den 1970er-Jahren wurden Machbarkeitsstudien für den Ausbau der Wasserkraft am Tana durchgeführt, die eine Kaskade von elf Kraftwerken vorsahen. Davon wurden aber bisher nur die obigen fünf realisiert.
Pläne, den Staudamm um 1,5 m zu erhöhen, um das maximale Stauvolumen auf 2 Mrd. m³ erweitern zu können, wurden wieder verworfen. Die Kosten dafür hätten ca. 15 Mio. USD betragen.